# 马切拉塔
马切拉塔（Macerata）是意大利马尔凯大区馬切拉塔省的省会。

## 歷史
古時屬山區農村，馬切拉塔在古羅馬時代，就由羅馬人由建設成一個城市。中世紀後，於1138年獲得自治市的地位，1290年時在此建立馬切拉塔大學，是古老的中世紀大學之一。十五世紀後為教皇國一部分，直到19世紀意大利統一，才變成馬切拉塔省首府。

## 气候
马切拉塔为典型的丘陵地貌，气候属于地中海式大陆气候。当地气候受亚得里亚海（约30公里）和亚平宁山脉的影响。海拔高度315米，因此冬季多雨，降雪不频繁。巴尔干和西北部地区受到气候干扰可能导致降雪。4月下旬会出现降雪和霜冻天气。10月天气舒适，不冷不热。夏季天气阳光明媚，有时温度可达40摄氏度。8月容易频繁出现雷雨天气，夏季傍晚天气变化大，变化不稳定。

## 經濟
以農業和工業為主，包括葡萄酒釀造。

## 著名人物
- Pietro Paolo Floriani（1585-1638），建筑师和军事工程师，出生于马切拉塔。
- 利玛窦，罗马耶稣会传教士，也是1601年第一个进入北京的西方人。
- Basilio Basili（1804-1895），意大利歌剧家、作曲家，出生于马切拉塔。
- 朱塞佩·图斯（1894-1984）意大利东方文化学家，出生于马切拉塔。
- Ivo Pannaggi，未来主义画家和包豪斯建筑师，出生于马切拉塔。
- 丹特·法拉提，著名美術指導。
- 弗朗切斯科·德維科，天文學家。

## 友好城市
- 德国魏登
- 法國 伊西莱穆利诺
- 马耳他弗洛里亚纳
- 阿尔巴尼亚卡姆扎